# Muerte en Granada
Muerte en Granada, también conocida como The Disappearance of Garcia Lorca (La desaparición de García Lorca), es una película española-estadounidense dramática-biográfica y de misterio de 1997 dirigida por Marcos Zurinaga y protagonizada por Esai Morales, Andy García, Edward James Olmos, Miguel Ferrer y Jeroen Krabbé. El filme está basado en la obra La represión nacionalista de Granada en 1936 y la muerte de Federico García Lorca (1971), de Ian Gibson; sin embargo, la historia es mayormente ficticia, ya que pocos de los acontecimientos relatados en ella se pueden relacionar con la muerte "real" de Lorca.

## Sinopsis
En el Madrid de 1934, el joven Ricardo (Esai Morales) queda fascinado, junto con su mejor amigo Jorge, ante el estreno de la obra de teatro Yerma, escrita por Federico García Lorca (Andy García). Cuando tras el estallido de la Guerra Civil en 1936 los dos amigos buscan a Lorca por las calles de Granada, los falangistas pegan un tiro a Jorge en el medio de una revuelta popular, sin reparar dos veces en su edad. Debido a la guerra civil, la familia de Ricardo se exilia en Puerto Rico. Dieciocho años más tarde, en 1954, la obsesión por la vida y obra de Lorca que Ricardo lleva desde su infancia le llevará a viajar a Granada para escribir una biografía sobre la vida de este, aunque en realidad esta es solo una excusa para descubrir quien fue el culpable del asesinato del poeta.